# 丁泽仁
丁泽仁（英語：Ding ZeRen，1999年11月19日—），河南鄭州人，中国内地男歌手，演員, 乐华七子NEXT组合成员。2017年底，作为练习生参加爱奇艺偶像男团竞演养成类真人秀节目《偶像练习生》，最终止步于35强。2018年中旬，参与录制芒果TV真人秀节目《勇敢的世界》。

## 音乐作品

### 單曲
| 发布时间       | 专辑名称        | 歌曲名称         | 备注               |
| -------------- | --------------- | ---------------- | ------------------ |
| 2018年12月7日  | 《NEXT TO YOU》 | 《Open your 愛》 | 團體專輯中的個人曲 |
| 2019年11月19日 |                 | 《無暇》         | 生日單曲           |
| 2019年11月26日 | 《NEXT BEGINS》 | 《大衛》         | 團體專輯中的個人曲 |

## 影視作品

### 網絡劇
| 播出年份 | 播出日期          | 播出平臺 | 電視劇名稱     | 角色 | 性質       | 備註                 |
| 2019     | 12月25日－1月22日 | 优酷     | 《淑女飄飄拳》 | 陳冰 | 第二男主角 | 新古風青春校園愛情類 |

### 固定綜藝節目
| 播出年份 | 播出日期          | 播出平臺      | 節目名稱         | 集数 | 備註                     |
| 2018     | 1月19日－4月6日   | 爱奇艺        | 《偶像練習生》   | 12   | 偶像男团竞演养成类真人秀 |
| 2018     | 7月27日－10月19日 | 芒果TV        | 《勇敢的世界》   | 12   | 實景科幻實驗類           |
| 2020     | 12月5日－         | 優酷 東方衛視 | 《追光吧！哥哥》 | 12   | 混齡男團競演真人秀       |

2021。7月20日-優酷東方衛視 師父我要跳舞了！第二季